# Västerplana kyrka
Västerplana kyrka är en kyrkobyggnad som sedan 2002 tillhör Kinnekulle församling (tidigare Västerplana församling) i Skara stift. Den ligger i Kinnekulle naturvårdsområde i Götene kommun.

## Kyrkobyggnaden

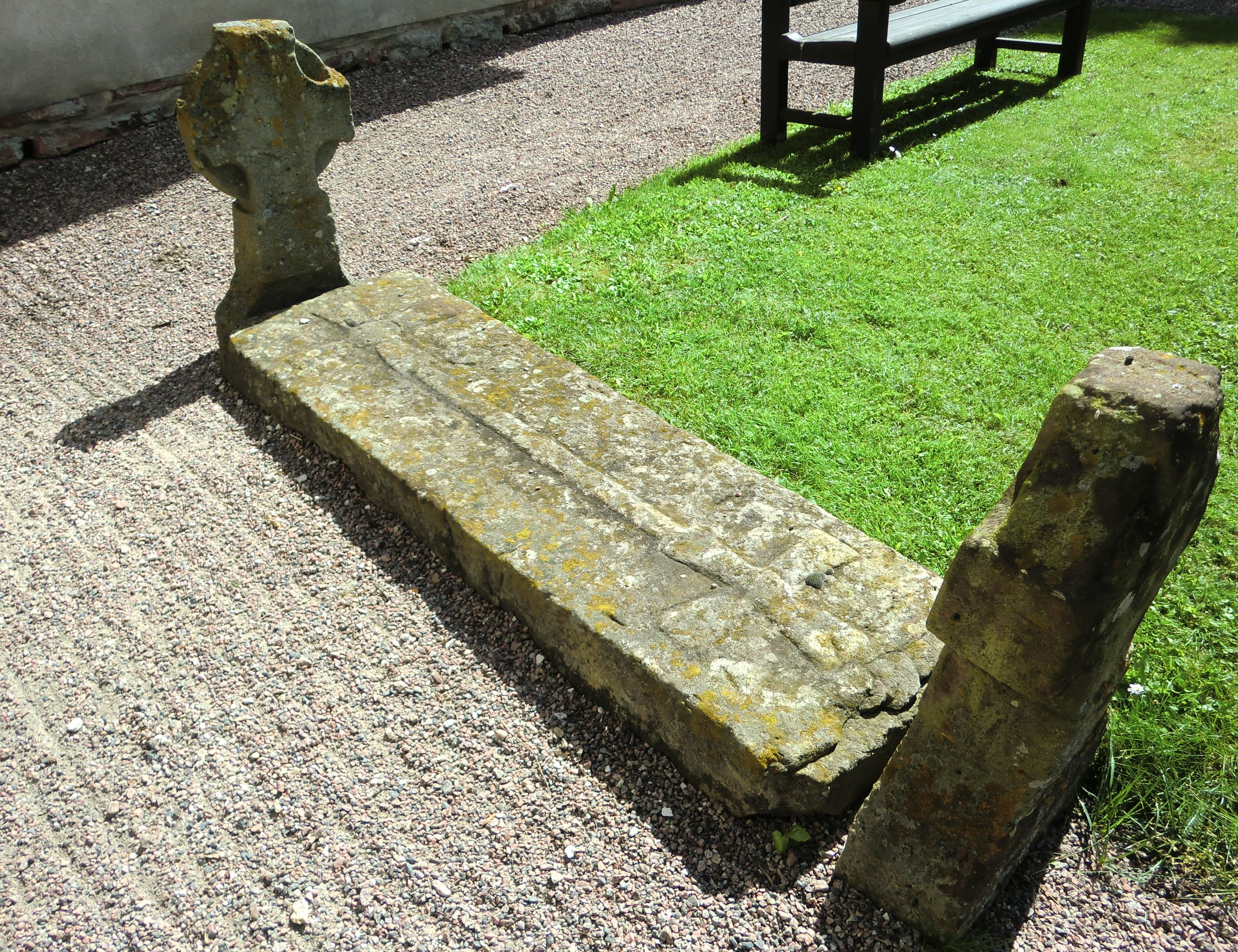
Stavkorshäll med gavelkors

Stenkyrkan uppfördes på 1100-talet och helgades till Jungfru Maria. Ursprungskyrkan består av långhus med rakt avslutat kor i öster och kyrktorn i väster. I början av 1700-talet tillfogades breda korsarmar åt norr och söder. Norra korsarmen uppfördes 1721-1729 medan södra korsarmen uppfördes 1733-1737. Kyrkorummet fick därefter nord-sydlig orientering med kor i söder. Då utfördes takmålningar av Olof Collander och Johan Liedholm. 
På 1820-talet övergavs kyrkan och kom att stå öde i över hundra år. Enligt en kunglig befallning från 1821 skulle kyrkan rivas inom femtio år, men ortsbefolkningen vägrade att riva sin kyrka. I början av 1900-talet påbörjades arbetet med att återställa kyrkan och 7 december 1924 återinvigdes kyrkan av biskop Hjalmar Danell.

## Inventarier
- Dopfunt av sandsten med cylindrisk cuppa från 1100-talet. Indelad i åtta figurfält. Utförd i mästaren Bestiarius stil.
- En tronande madonnaskulptur från 1225-1300 utförd i lövträ. Höjd 85 cm. [1]
- En träskulptur av Johannes Döparen från 1400-talets början med Agnus Dei, medaljong på ena armen.
- Predikstolen är från 1636.
- På väggen bakom predikstolen hänger ett triumfkrucifix från medeltiden.

### Klockor
Kyrkan har två senmedeltida klockor som båda saknar inskrifter.

### Orgel
- Orgeln, med sex stämmor fördelade på en manual och pedal, är byggd 1961 av Nordfors och Co. och placerad på golvet i det västra hörnet.[3]

## Bilder

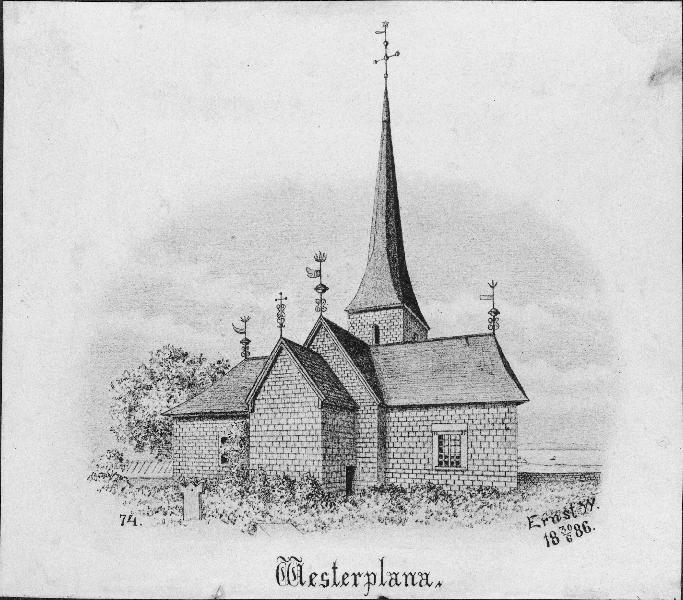
Kyrkan på teckning från 1886.
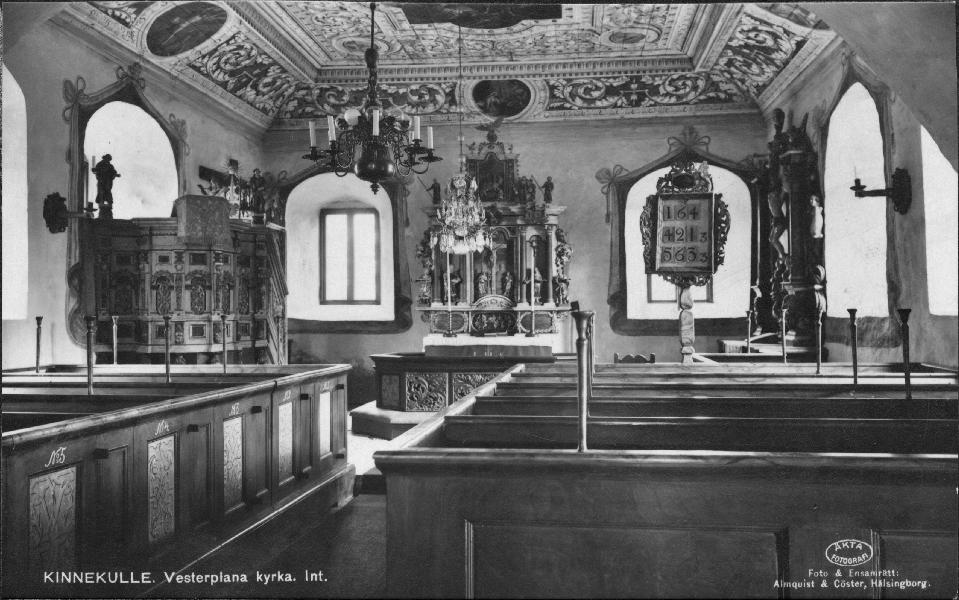
Interiör
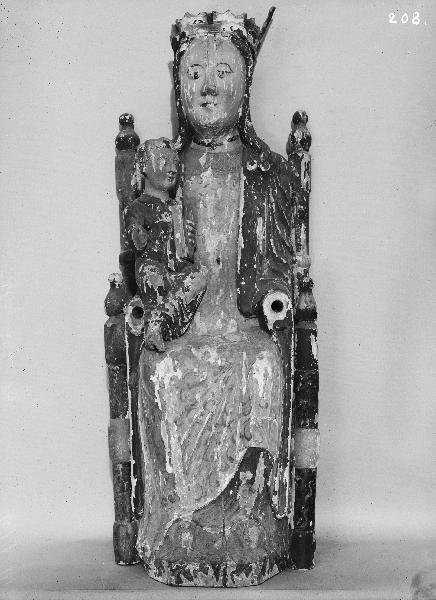
Tronande madonnan.
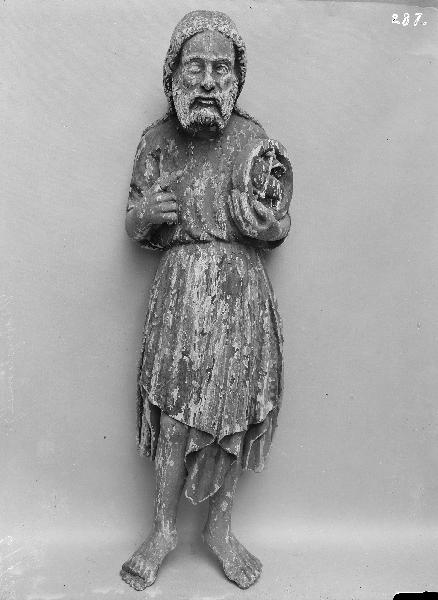
Johannes Döparen.
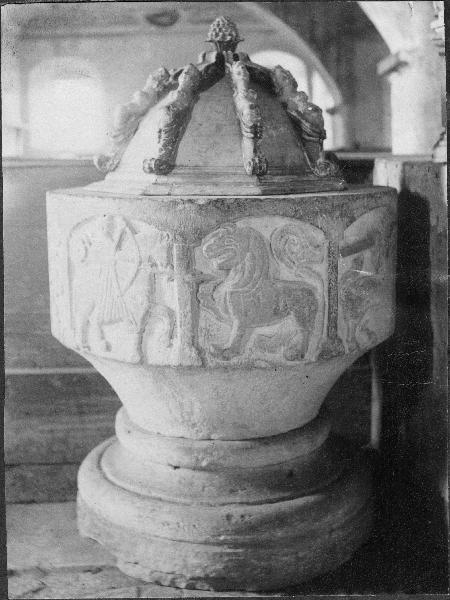
Dopfunten.
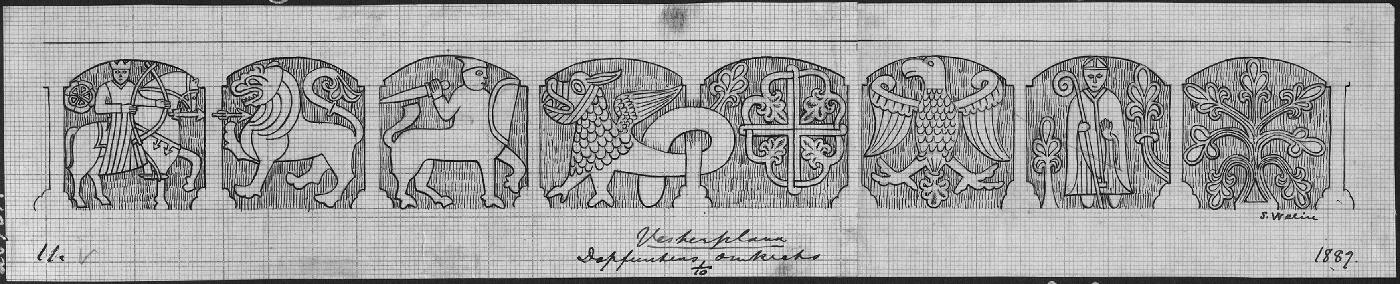
Teckning föreställande dopfuntens åtta figurfält. Några fält: drake, jaktscen, örn, biskop och centaur. Utförd av Sanfrid Welin.